# Articolo 11 della Costituzione italiana
| Ideazione:                    | 24 marzo 1947                          |
| ----------------------------- | -------------------------------------- |
| Costituzione di appartenenza: | Costituzione della Repubblica Italiana |
| Argomento trattato:           | Guerra e sovranità dello stato         |

L'articolo 11 della Costituzione italiana sancisce l'impegno dell'Italia a ripudiare la guerra come strumento di offesa e di risoluzione delle controversie internazionali, e a promuovere un ordinamento che assicuri la pace e la giustizia fra le Nazioni.

## Storia
Meuccio Ruini, nella relazione che accompagna il progetto della Costituzione, afferma come lo Stato voglia rinnegare il passato fascista, condannando la guerra come strumento di offesa. Inoltre, sottolineando la libertà e l'indipendenza dello Stato, la Costituzione permette una riduzione della propria sovranità, in condizione di reciprocità, al fine di promuovere la solidarietà e la pace tra i popoli. Viene sottolineato, inoltre, l'interesse dello Stato italiano nel rispettare i valori internazionali.
I principi espressi dall'art. 11 trovarono un ampio consenso da parte dei costituenti, rimarcando la necessità che tali principi fossero espressi in modo forte e risoluto.
Nella formulazione della parte iniziale dell'articolo, il termine originariamente proposto era "L'Italia rinuncia alla guerra [...]". Furono però ipotizzati anche diversi altri verbi, ossia "condanna" o "ripudia". Il verbo condannare parve avere un valore prettamente etico, mentre il termine originario "rinuncia" fu considerato poco consono in quanto utilizzato in altri ambiti giuridici (ad esempio, rinunciare a un diritto). Fu scelto il termine "ripudia" perché ritenuto un verbo che contenesse sia il messaggio di rinuncia all'azione bellica che di condanna etica della stessa. L'articolo venne approvato il 24 marzo del 1947, durante la seduta pomeridiana dell'Assemblea Costituente. 